# Alurnus chapuisi
Alurnus chapuisi es un coleóptero de la familia Chrysomelidae.
Fue descrita científicamente por primera vez en 1952 por Uhmann & Jolivet.